# Klein landkaartmos
Klein landkaartmos (Rhizocarpon lecanorinum) is een korstmossoort uit de familie Rhizocarpaceae. Het komt voor op steen. Het leeft in symbiose een chlorococcoïde alg.

## Determinatie
Klein landkaartmos is een korstvormig korstmos. Het thallus heeft een diameter van 0,5–4 cm. Soms vloeien meerdere exemplaren samen en bedekken zo een groter gebied. De kleur is heldergeel tot groengeel. Sorediën en isidiën zijn afwezig. De apotheciën hebben een diameter tot 1 mm, zijn zwart van kleur en niet berijpt. Het hymenium is kleurloos tot zwak blauwgroen. 
De soort heeft de volgende kleurreacties: K+ (geel) en Pd+ (oranje).
De asci zijn 4–8-sporig. De ascosporen zijn ellipsoïdaal tot eivormig-ellipsoïdaal, muurvormig, 15–38 cellen in optische doorsnede, donkerbruin als ze volgroeid zijn, zonder epispore, gelatineuze omhulling of aanhangsels en meten 34–57 × 15–24 μm. 

## Verspreiding
Het verspreidingsgebied van klein landkaartmos strekt zich uit over Europa, Noord-Amerika en sporadisch ook hierbuiten. In Nederland is de soort zeer zeldzaam en staat op de Nederlandse Rode Lijst in de categorie 'Ernstig Bedreigd'.